# 蒂博·科拉尔
蒂博·科拉尔（法語：Thibault Colard，1992年1月13日—），法国男子赛艇运动员。他曾代表法国参加2016年夏季奥林匹克运动会赛艇比赛，获得男子轻量级四人单桨铜牌。